# Oligoamnios
L'oligoamnios est un terme médical qui désigne une diminution de la quantité de liquide amniotique. 
C'est la cause d'une partie des malformations fréquentes chez les fœtus, en lien avec l'arthrogrypose (rupture précoce de l'amnios, ou rupture tardive de l'amnios)[pas clair]. L'hypoplasie pulmonaire est le critère pronostic majeur de cette pathologie, en lien avec la sévérité et la durée de l'oligo-amnios pour le fœtus.

## Étiologie
Selon une étude publiée en 1998 : 
- Moins de 40 % seraient induits par une pathologie rénale primitive (isolée ou associée à un syndrome polymalformatif ; ayant parfois d'origine chromosomique, dans  11 % de l'ensemble des cas)[1] ;
- 25 % environ des cas seraient induits par une rupture prématurée des membranes[1] ;
- 1 fois sur 12 l'oligoamnios semble induit par une ischémie rénale (d'origine maternelle ou placentaire, ou post-mortem)[1].